# Джузепе Пеноне
Джузепе Пеноне (на италиански: Giuseppe Penone) е италиански художник и скулптор, представител на Arte Povera, на лендарта и концептуалното изкуство.

## Биография
Роден е на 3 април 1947 г. в Гаресио, регион Пиемонт. Учи в Академията за изящни изкуства „Албертина“ в Торино и в парижкото Национално висше училище за изящни изкуства. Живее и работи в Торино. Преподава в Националното висше училище за изящни изкуства в Париж.

## Творчество
На сцената се появява в края на 60-те години. Още тогава се очертава и типичният за неговото творчество диалог между природното и човешкото, идеята за взаимното влияние на художника и средата. Така той създава скулптури направо в горите на родния си Пиемонт, където разполага бронзови отпечатъци на собствените си ръце върху стволове на дървета и обвива стволове с тел, повтаряща контурите на собственото му тяло.
В тези години Пеноне влиза в контакт с лидерите на течението Arte Povera. Първата самостоятелна изложба на Пеноне е организирана през 1969 г. в Торино.
Пеноне работи с различни материали: дърво, бронз, восък, стъкло, глина, кожа и мрамор. Често използва в своите творби отпечатъци на собственото си тяло. Скулптурите на Пеноне илюстрират процесите, протичащи в живата природа – раждане, растеж, смърт и ново възраждане.
Важно място в творчеството на скулптора играят дърветата. Чрез тях той изследва способността на природата на различен тип трансформации и метаморфози. Пеноне обработва отсечени дървета, разкривайки вътрешната им структура. Така скулптурата „Скритият живот вътре“ демонстрира етапите на дългия и бавен растеж на дървото в природата. Скулптурата „Дванадесетметровото дърво“ също илюстрира процесите на растеж. В редица подобни скулптури Пеноне съсредоточава погледа върху контраста между дървото като обект от живата природа и строителния материал, който човекът използва за своите нужди.
През 2013 г. е организирана голяма негова изложба в парка Версай: 20 негови скулптури са разположени покрай Големия канал. Сред скулптурите се намира дърво, обърнато с корените нагоре, живо дръвче, израснало от средата на мъртвото и цяла „горичка“ от бронзови дървета, поддържащи в короните си тежки камъни. През 2016 г. подобна изложба е организирана в парка на амстердамския Рейксмузеум.
Едно от най-известните произведения на Пеноне е скулптурата „Дървото на гласните“, разположена в парижкия парк „Тюйлери“. То представлява залят с бронз тридесетметров дъб, корените на който напомнят с очертанията си петте гласни на латинската азбука. Скулптурата се намира под открито небе, в окръжението на живи растения, илюстрирайки любимия на Пеноне мотив за сливането на изкуственото и естественото.
Произведения на Пеноне много пъти са излагани в най-значимите музеи на света, сред които Тейт Модърн в Лондон, MoMA в Ню Йорк, Музея за съвременно изкуство на град Париж, Музея за съвременно изкуство в Лос Анджелес, Центъра „Жорж Помпиду“ в Париж, Националната галерия за съвременно изкуство в Рим и Националния музей за изкуствата на XXI век в Рим.
- „Идеите на камъка“, 2006
- „Възвисяване“, Ротердам, 2007
- „Възвисяване“, Версай, 2011

## Признание
През 1989 г. Джузепе Пеноне е номиниран за наградата „Търнър“. През 2001 г. става носител на наградата „Ролф Шок“ в раздел „Визуални изкуства“. През 2014 г. е отличен с японската Praemium Imperiale.

## За него
- Laurent Busine (ред.), Giuseppe Penone, Actes Sud, 2012, 408 p. ISBN 978-90-6153-795-3
- Catherine Grenier, Giuseppe Penone: Rétrospective, Centre Pompidou, Centre Pompidou, 2004, 307 p. ISBN 2-84426-234-1
- Daniela Lancioni (ред.), Giuseppe Penone: Exposition, Rome, Villa Médicis, 29 janvier-25 mars 2008, Hazan, Académie de France à Rome, 2008, 185 p. ISBN 978-2-7541-0262-9
- Hortense Lyon, L'Arbre des voyelles: Giuseppe Penone, CNDP, coll. „Baccalauréat Arts Plastiques“, 2009, 29 p. ISBN 978-2-240-03046-7
- Henri Loyrette, Olivier Kaeppelin, Daniel Soutif et Marie-Laure Bernadac, L'Arbre des voyelles: Giuseppe Penone, CNDP, coll. „Baccalauréat Arts Plastiques“, 2009, 29 p. ISBN 978-2-84056-308-2
- Frédéric Paul, Giuseppe Penone: archéologie, Actes Sud, 2014, 115 p. ISBN 978-2-330-03012-4
- Giuseppe Penone, Giuseppe Penone: Le regard tactile: Entretiens avec Françoise Jaunin / Giuseppe Penone, La Bibliothèque des arts, 2012, 133 p. ISBN 978-2-88453-164-1
- Penone: L'espace de la main. (Exposition, Strasbourg, Ancienne douane, 26 octobre 1991 – 19 janvier 1992), Musées de la Ville de Strasbourg, 1991, 203 p. ISBN 2-901833-03-9
- Guy Tossatto, Giuseppe Penone, Actes Sud & Musée de Grenoble, 2014, 198 p. ISBN 978-2-330-03677-5